# Anadolu Lisesi
Anadolu Lisesi (dt. „Anatolisches Gymnasium“) ist eine bestimmte Form des Gymnasiums in der Türkei. Als Unterrichtssprachen sind  Fremdsprachen vorgesehen, dies scheitert aber oft am Mangel geeigneter Lehrkräfte. Anadolu Lisesi mit privater Trägerschaft bezeichnet man als Özel Anadolu Lisesi, die staatlichen werden Resmi Anadolu Lisesi genannt. Früher waren Vorbereitungsklassen die Regel, in denen die Schüler auf die jeweilige Unterrichtssprache vorbereitet wurden. Die Gymnasien haben vier Klassen und gelten als Elitegymnasien.
Die Schulen sind zumeist koedukativ. Auslandsschulen wie die Deutsche Schule Istanbul oder das St. Georgs-Kolleg sind ebenfalls Anatolische Gymnasien. Eines der bekanntesten ist das Galatasaray-Gymnasium.